# Lobsang Rampa
Tuesday Lobsang Rampa es el seudónimo literario de Cyril Henry Hoskin (Plympton, Inglaterra, 8 de abril de 1910 – Calgary, Canadá, 25 de enero de 1981), autor de diecinueve libros sobre temas diversos como religión, ocultismo, el aura, la vida en el Tíbet o algunos fenómenos paranormales. En 1948 cambió su nombre legal a Carl Kuon Suo.
Sus libros fueron muy polémicos debido a lo que describió en ellos. En su tercer libro, por ejemplo, declaró haber sido la reencarnación de un lama tibetano fallecido. El nombre Tuesday (martes en inglés) está relacionado con la afirmación de que los tibetanos de clase alta son nombrados de acuerdo al día en que nacieron.

## Sus primeros libros
Lobsang Rampa fue un autor muy polémico debido a lo que escribió y declaró en sus primeros tres libros, El tercer ojo (1956), El médico de Lhasa (1959) y El cordón de plata (1960). En ellos cuenta su presunta autobiografía, comenzando por su infancia; narra cómo fue educado para ser un monje-médico en el monasterio de Chakpori, alcanzando el título de Lama y posteriormente de Abad de su orden. El relato continúa describiendo su viaje a China antes de la invasión del Tíbet por el ejército popular de China en 1950. En China estudia medicina en la Universidad de Chunking, graduándose como médico cirujano. Aprende aviación por su cuenta, y se tiene que desempeñar como oficial médico de guerra durante la invasión japonesa derivada de la Segunda Guerra Mundial. Es capturado, llevado a Japón, interrogado y torturado por las tropas japonesas. Finalmente, puede escapar durante el bombardeo atómico de Hiroshima. Llega a Rusia, viajando hasta Moscú, donde es detenido por los rusos, internado en la Lubyanka, torturado y vuelto a interrogar. Por último, vuelve a escapar cuando es deportado, y viaja por Europa hasta llegar a Francia y Reino Unido, donde se embarca hacia Estados Unidos, entrando de manera ilegal. Finalmente marcha hasta Canadá.
Los tres primeros libros, donde se cuentan todas estas aventuras, aparecieron en inglés. Tras el éxito de ventas se tradujeron al idioma español, editándose en varios países como España o Argentina.  

### SerieEl tercer ojo
En noviembre de 1956 se publicó en el Reino Unido El tercer ojo, el primero de los grandes éxitos de ventas de Lobsang Rampa. El libro explica sus experiencias mientras se criaba en un monasterio tibetano tras ser enviado al mismo a la edad de siete años. El título del libro está tomado de una operación en la cual el chakra del tercer ojo es intervenido, en la frente de Rampa mediante una sencilla operación, potenciando sus capacidades de clarividencia y el poder de la visión del Aura.
A lo largo del libro, Lobsang Rampa describe su educación como monje tibetano, detallando un viaje a las tierras altas (el mítico Shambhala), un avistamiento del legendario yeti, explicando al final del libro cómo encuentra un cuerpo momificado que fue él en una anterior encarnación. También toma parte en una ceremonia de iniciación en la cual aprende que durante su temprana historia el planeta Tierra fue golpeado por otro planeta, causando que el Tíbet sea el reino montañoso que es hoy.
El manuscrito de El tercer ojo había sido rechazado por las principales editoriales británicas antes de ser aceptado por la editorial Secker and Warburg por un adelanto de 800 libras.  Antes de la publicación, Frederic Warburg se encontró con el «doctor Carl Kuon Suo», aparentemente ligado al autor del libro, y quedó intrigado por su personalidad. Warburg envió el manuscrito del libro sin publicar a cierto número de estudiosos, muchos de los cuales expresaron dudas acerca de su autenticidad.  No obstante, el libro fue publicado en 1956 y pronto se convirtió en un éxito de ventas.
1. El tercer ojo (The Third Eye, 1956)
2. El médico de Tíbet / El médico de Lhasa (Doctor from Lhasa, 1959)
3. El cordón de plata / Historia de Rampa (The Rampa Story, 1960)
4. La caverna de los antepasados (The Cave of the Ancients, 1963)
5. El manto amarillo / La túnica azafrán (The Saffron Robe, 1966)
6. El ermitaño (The Hermit, 1971)

## Rampa es británico
El explorador y  tibetologista Heinrich Harrer no se hallaba convencido sobre el origen del libro y contrató a un investigador privado de Liverpool, llamado Clifford Burgess, para investigar a Rampa. Los hallazgos de la investigación de Burgess fueron publicados en el diario Daily Mail en febrero de 1958. El autor del libro era Cyril Henry Hoskin, que había nacido en Plympton, Devon, en 1910 y era hijo de un fontanero. Hoskin nunca había estado en el Tíbet y no hablaba tibetano. En 1948, había cambiado legalmente su nombre al de Carl Kuon Suo antes de adoptar el nombre de Lobsang Rampa. Rampa fue rastreado por la prensa británica hasta Howth (Irlanda) y confrontado con el resultado de las pesquisas. No negó haber nacido como Cyril Hoskin, pero declaró que su cuerpo se hallaba ahora ocupado por el espíritu de Lobsang Rampa. Según él, se había caído de un abeto en su jardín en Thames Ditton, Surrey, mientras intentaba fotografiar un búho. Mientras permanecía inconsciente había visto un monje budista en su túnica azafrán que caminaba hacia él. El monje le habló acerca de Rampa y de tomar posesión de su cuerpo y Hoskin aceptó, diciendo que estaba insatisfecho con su vida.

## Carrera posterior
Lobsang Rampa continuó escribiendo hasta una docena de libros que mezclan religión, clarividencia, fenómenos paranormales y ocultismo, aunque ninguno alcanzó el mismo éxito que El tercer ojo. En uno de los libros, Living With The Lama, declaró haber sido dictado telepáticamente por su mascota, la gata siamesa Fifi Greywhiskers. Enfrentado a los repetidos ataques de la prensa británica, que le llamaba farsante y charlatán, Rampa se fue a vivir en primera instancia a Irlanda, luego a Montevideo (Uruguay) y finalmente, a fines de los años 1960, a Canadá. Él y su mujer, San Ra'ab, se convirtieron en ciudadanos canadienses en 1973.
Lobsang Rampa murió en Calgary el 25 de enero de 1981, a la edad de 70 años.